# 武汉号导弹驱逐舰
武汉号导弹驱逐舰（舷号169）简称武汉舰，是中国人民解放军海军052B型导弹驱逐舰二号舰，具有较强的信息化条件下综合立体对空、对海、反潜作战能力。武汉舰舰名取自湖北省省会武汉市，由江南造船厂开工建造，于2002年10月下水，2004年12月入列。其命名入列授旗仪式于海南省三亚市举行，最初服役于南海舰队驱逐舰第九支队，后转隶驱逐舰第二支队。

## 历史
2008年4月2日，美国海军陆战队司令詹姆斯·康威上将一行在解放军海军副参谋长张磊愚少将的陪同下开始对南海舰队进行为期2天的参观访问。访问期间，武汉号导弹驱逐舰与罗霄山号登陆舰向其开放参观。
2008年12月26日，武汉号导弹驱逐舰、海口号导弹驱逐舰及微山湖号综合补给舰组成中国海军首批护航编队，从海南省三亚市某军港码头起航，赴亚丁湾、索马里海域执行护航任务。该次护航任务历时124个日夜，航程33000多海里，为41批166艘船舶实施了伴随护航，为46艘船舶提供了区域护航并成功救援了3艘遇袭外国船只。2009年4月28日，广州舰编队返回驻地。
2010年7月26日，武汉号导弹驱逐舰参与了由南海舰队组织的海军多兵种合同实兵实弹演练。该次演练在南海某海域举行，突出了复杂电磁环境下合同制海、防空反导和制空作战实际使用武器演练。